# شيلبي ويتفيلد
شيلبي ويتفيلد (بالإنجليزية: Shelby Whitfield)‏ هو كاتب أمريكي، ولد في 13 أبريل 1935، وتوفي في 5 فبراير 2013 بسبب السكري.